# Höllbach mit Ufergehölz
Das Gebiet Höllbach mit Ufergehölz ist ein flächenhaftes Naturdenkmal auf dem Gebiet der Gemeinden Altenriet und Schlaitdorf im Landkreis Esslingen in Baden-Württemberg.

## Kenndaten
Das Naturdenkmal wurde mit Verordnung vom 20. Februar 1995 unter dem Namen Höllbach mit Ufergehölz ausgewiesen.

## Lage und Beschreibung
Das Naturdenkmal liegt südlich von Schlaitdorf. Es handelt sich um einen naturnahen Bach mit begleitendem Gehölzsaum. Der Bach trägt den Namen Höllbach. Er entspringt östlich von Walddorfhäslach und mündet nach einer Länge von 3,696 km in den Neckar.
Vollständig innerhalb des Naturdenkmals befindet sich das Biotop Höllbach südlich Schlaitdorf mit der Biotopnummer 174211166478 aus der Offenland-Biotopkartierung Baden-Württemberg.

## Flora und Fauna
Laut Biotopkartierung kommen die folgenden Arten im Gebiet vor:
Giersch, Knoblauchsrauke, Schwarz-Erle, Grau-Erle, Roter Hartriegel, Gemeine Hasel, Eingriffeliger Weißdorn, Gewöhnlicher Spindelstrauch,
Riesen-Schwingel, Mädesüß, Gemeine Esche, Gewöhnliche Goldnessel, Gemeiner Hohlzahn, Ruprechtskraut, Echte Nelkenwurz, Echter Hopfen,
Gefleckte Taubnessel, Rote Heckenkirsche, Gewöhnliche Traubenkirsche, Schlehdorn, Stieleiche, Kratzbeere, Silber-Weide, Asch-Weide,
Fahl-Weide, Schwarzer Holunder, Wald-Ziest, Große Sternmiere, Große Brennnessel.